# Фрол, Фране
Фране Фрол (сербохорв. Фране Фрол / Frane Frol; 9 марта 1899, Сушак — 5 июня 1989, Загреб) — югославский хорватский юрист и политик.

## Биография
Родился 9 марта 1899 года в Сушаке около Риеки. Окончил гимназию города Сушак в 1918 году, изучал право в Загребском университете, с 1920 года член Хорватской республиканской крестьянской партии.
С лета 1943 года на фронте Народно-освободительной войны Югославии. С 1943 года деятель коммунистического крыла Крестьянской партии, с 1945 года член Президиума Республиканской крестьянской партии. 8 марта 1944 года подписал обращение Исполнительного комитета Хорватской крестьянской партии о присоединении к коммунистическим партизанам Иосипа Броза Тито. Летом 1944 года выступил с Франьо Гажи выступил против членства Божидара Маговаца в Исполнительном комитете. В 1944 году занял пост заместителя председателя в Исполкоме Народно-освободительного фронта Хорватии, в 1945 году — в Исполнительном комитете Народно-освободительного фронта Югославии.
Участник Второго и Третьего заседаний Земельного антифашистского вече народного освобождения Хорватии (ЗАВНОХ), а также Второго и Третьего заседаний Антифашистского вече народного освобождения Югославии (АВНОЮ). Работал в отделе народного просвещения ЗАВНОХ. С 1945 года член Президиума Народного Сабора Хорватии и Временной народной скупщины Демократической Федеративной Югославии (в составе Временного правительства ДФЮ занимал пост министра юстиции). В отставку отправлен в 1957 году.
С 1945 по 1953 годы — адвокат в Учредительной и Народной скупщины ФНРЮ, а также Сабора НР Хорватии. Член Комитета по расширению АВНОЮ бескомпромиссными депутатами Скупщины 1938 года и ведущими беспартийными деятелями. В 1944 году издал книгу «О Сталинской конституции», публиковал в дальнейшем свои статьи в журналах «Слободни дом», «Напрјед» и «Вјесник».
Скончался 5 июня 1989 года в Загребе. Похоронен на кладбище Мирогой. Кавалер орденов Национального освобождения, Югославской звезды I степени и Братства и единства I степени.